# لوت پولیش ایرلاینز

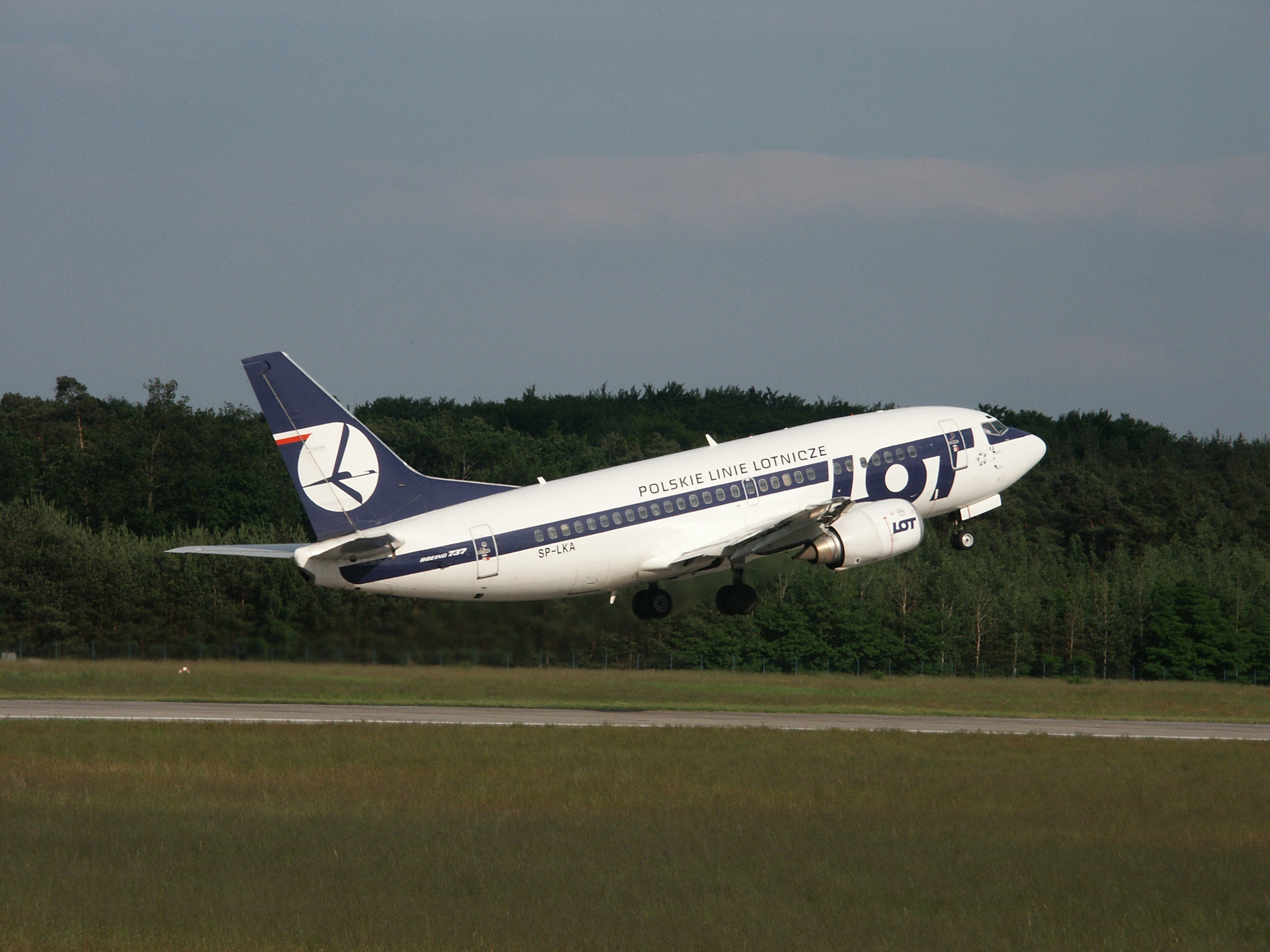
هواپیمای بوئینگ ۷۳۷ متعلق به لوت پولیش ایرلاینز

لوت پولیش ایرلاینز (به انگلیسی: LOT Polish Airlines) شرکت هواپیمایی حامل پرچم کشور لهستان است که در سال ۱۹۲۹ تأسیس شده و در حال حاضر به عنوان یکی از قدیمی‌ترین شرکت‌های هواپیمایی جهان که همچنان در این صنعت فعالیت می‌کنند شناخته می‌شود.
شرکت لوت پولیش ایرلاینز هم‌اکنون دارای ۵۵ فروند هواپیمای مسافربری در ناوگان هوایی خود، می‌باشد، که روزانه به ۶۰ مقصد مختلف در اروپا، آمریکای شمالی، خاورمیانه و آسیا خدمات هوایی خود را ارائه می‌نماید.
دفتر مرکزی این شرکت در شهر ورشو، لهستان قرار دارد و از فرودگاه شوپن ورشو به‌عنوان هاب و قطب خود استفاده می‌نماید. دولت لهستان مالک تمامی سهام شرکت لوت پولیش ایرلاینز به‌شمار می‌آید.